# 盾叶半夏
盾叶半夏（学名：Pinellia peltata）为天南星科半夏属的植物，为中国的特有植物。分布在中国大陆的福建、浙江等地，见于林下岩石上和山坡草丛中，目前尚未由人工引种栽培。